# Affaire ultra-secrète
Pour plus de détails, voir Fiche technique et Distribution.
Affaire ultra-secrète (Top Secret Affair) est un film américain réalisé par H. C. Potter, sorti en 1957.

## Fiche technique
- Titre : Affaire ultra-secrète
- Titre original : Top Secret Affair
- Réalisation : H. C. Potter
- Scénario : Roland Kibbee et Allan Scott d'après le roman Melville Goodwin, U.S.A. de John P. Marquand
- Production : Martin Rackin (en) et Milton Sperling
- Société de production : Carrollton Inc.
- Société de distribution : Warner Bros. Pictures
- Musique : Roy Webb
- Photographie : Stanley Cortez
- Montage : Folmar Blangsted
- Direction artistique : Malcolm C. Bert (en)
- Décorateur de plateau : William Wallace
- Costumes : Charles Le Maire
- Pays d'origine : États-Unis
- Format : Noir et blanc - Son : Mono (RCA Sound Recording)
- Genre : Comédie romantique et espionnage
- Durée : 100 minutes
- Dates de sortie :
  - États-Unis : 30 janvier 1957
- Affiches : Bill Gold (États-Unis), Jean Mascii (France)

## Distribution
- Susan Hayward : Dorothy "Dottie" Peale
- Kirk Douglas : Major général Melville A. Goodwin
- Paul Stewart : Phil Bentley
- Jim Backus : Colonel Homer W. Gooch
- John Cromwell : Général Daniel A. Grimshaw
- Roland Winters : Sénateur Burdick
- Arthur Gould-Porter (en) : Holmes, le maître d'hôtel de Dottie
- Michael Fox : Reporter Laszlo "Lotzie" Kovach
- Frank Gerstle (en) : Sergent Kruger
- Charles Lane : Bill Hadley